# RTL Z
RTL Z est une chaîne de télévision d'information financière et économique commerciale privée luxembourgeoise émettant en direction des téléspectateurs néerlandais.

## Histoire de la chaîne
Roularta Media Group, qui édite les chaînes de télévision d'information financière et économique Kanaal Z et Canal Z en Belgique via sa filiale Belgian Business Television, s'associe à Holland Media Groep pour lancer le 6 juin 2001 une version spécifiquement néerlandaise de sa chaîne Kanaal Z : RTL Z. La chaîne est initialement diffusée en journée sur RTL 5.
En 2002, Holland Media Groep prend le contrôle de tout le capital de la chaîne. RTL Z est diffusée en journée sur RTL 7 du 12 août 2005 au 7 septembre 2015, date à laquelle la chaîne est diffusée 24h/24 sur un canal propre.

## Identité visuelle

### Logos

Logo de RTL Z du 6 juin 2001 au 11 août 2005
Logo de RTL Z du 12 août 2005 au 4 mai 2014
Logo de RTL Z du 5 mai 2014 au 6 septembre 2015
Logo de RTL Z du 7 septembre 2015 au 1er mai 2023

## Organisation

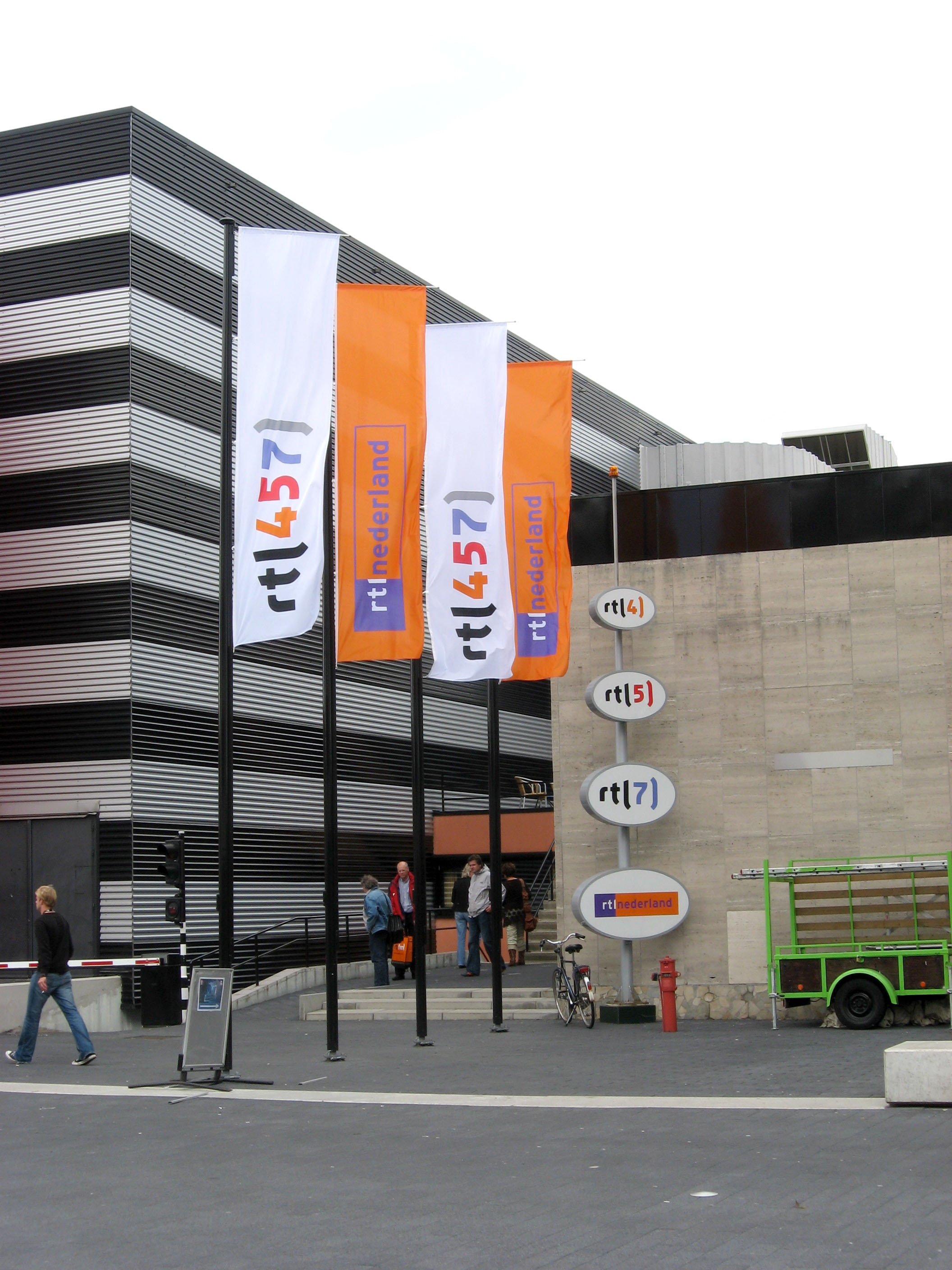
Siège de RTL Nederland au Media Park d'Hilversum

### Dirigeants
Présidents :
- Henri Roemer : 06/06/2001 - 31/07/2003
- Fons van Westerloo : 01/08/2003 - 31/01/2008
- Bert Habets : 01/02/2008 - 01/07/2017
- Sven Sauve : 01/07/2017 -

Directeurs des programmes :
- Ellen Meijerse
- Matthias Scholten

### Capital
RTL Z est éditée par RTL Nederland Holding BV, détenue à 100 % par CLT-UFA S.A., filiale à 99,7 % de RTL Group S.A.

### Siège
Le siège social et la régie finale de RTL Z, tout comme ceux des autres chaînes de RTL Nederland, est situé dans l'immeuble KB2 de la CLT-UFA dans le quartier du Kirchberg au 45, boulevard Pierre Frieden à Luxembourg. Cette implantation permet à la chaîne d'émettre sous licence de diffusion luxembourgeoise et d'éviter ainsi un contrôle trop sévère par les autorités médias néerlandaises. Le centre de production de programmes, RTL Nederland, est installé au Media Park au Sumatralaan 47 à Hilversum aux Pays-Bas.

## Programmes
RTL Z diffuse un programme d'information économique et financier. La chaîne diffuse les taux de change et les informations boursières dans une bannière en bas de l'écran.

## Diffusion
RTL Z est diffusée sur le câble néerlandais (Ziggo), satellite (Astra 3B/Canal Digitaal et Eutelsat9B/Joyne et la télévision par ADSL (KPN)